# Ernest Joyce
Ernest Edward Mills Joyce AM (ca. 1875 – 2 de Maio de 1940) foi um marinheiro da Marinha Real do Reino Unido e explorador que participou em quatro expedições à Antártida durante a Idade Heróica da Exploração da Antártida, no início do século XX. Esteve nas expedições lideradas por Robert Falcon Scott e Ernest Shackleton. Como membro do Grupo do Mar de Ross na Expedição Transantártica Imperial, Joyce recebeu a Medalha de Alberto pelo seu esforço em salvar o grupo, depois de uma viagem extenuante na Grande Barreira de Gelo. Recebeu a Medalha Polar com quatro barras, um de apenas dois homens que receberam esta honra; o outro foi o seu companheiro, Frank Wild.
Joyce nasceu numa família modesta de marinheiros, e iniciou a sua carreira naval em 1891. As viagens antárticas tiveram início 10 anos mais tarde, quando entrou para a Expedição Discovery de Scott, como marinheiro contratado. Em 1907, Shackleton recrutou Joyce para ser responsável pelos trenós e pelos cães na Expedição Nimrod. Segue-se a Expedição da Australásia na Antártica liderada por Douglas Mawson, em 1911, mas mesmo antes de partir, Joyce desistiu. Em 1914, Shackleton recrutou-o para o Grupo do Mar de Ross; considerado um herói, esta foi a sua última expedição, embora tenha tentado juntar-se a outras.
Ao longo da sua carreira, Joyce ficou conhecido pela sua difícil personalidade que tanto era criticada negativamente, como bem vista. A sua eficácia no terreno era largamente conhecida pelos seus companheiros, mas outros aspectos do seu feitio eram menos bem recebidos – o rancor que guardava de certas situações, a sua arrogância e a sua maneira de distorcer a verdade. Os diários de Joyce, e os livros que escreveu neles baseados, foram criticados e apontados como sendo apenas uma fábula. Financeiramente, não tirou proveito das expedições vivendo na pobreza depois das aventuras antárticas. Morreu de repente em 1940.